# Sean Kilpatrick
Sean Redell Kilpatrick (Yonkers, 6 gennaio 1990) è un ex cestista statunitense.

## Statistiche

### College
| Anno      | Squadra             | PG  | PT  | MP   | TC%  | 3P%  | TL%  | RP  | AP  | PRP | SP  | PP   |
| --------- | ------------------- | --- | --- | ---- | ---- | ---- | ---- | --- | --- | --- | --- | ---- |
| 2010-2011 | Cincinnati Bearcats | 35  | 1   | 20,6 | 43,7 | 37,7 | 72,2 | 3,2 | 1,5 | 0,8 | 0,1 | 9,7  |
| 2011-2012 | Cincinnati Bearcats | 37  | 37  | 34,5 | 42,8 | 37,6 | 75,0 | 4,6 | 2,1 | 1,3 | 0,3 | 14,3 |
| 2012-2013 | Cincinnati Bearcats | 34  | 33  | 34,4 | 39,8 | 30,7 | 73,8 | 5,2 | 1,9 | 1,2 | 0,2 | 17,0 |
| 2013-2014 | Cincinnati Bearcats | 34  | 33  | 33,8 | 42,3 | 34,8 | 84,5 | 4,3 | 2,5 | 1,4 | 0,0 | 20,6 |
| Carriera  | Carriera            | 140 | 104 | 30,8 | 41,9 | 34,7 | 78,0 | 4,3 | 2,0 | 1,2 | 0,2 | 15,3 |

### NBA

#### Regular Season
| Anno      | Squadra            | PG  | PT | MP   | TC%  | 3P%  | TL%  | RP  | AP  | PRP | SP  | PP   |
| --------- | ------------------ | --- | -- | ---- | ---- | ---- | ---- | --- | --- | --- | --- | ---- |
| 2014-2015 | Minnesota T'wolves | 4   | 0  | 18,0 | 35,0 | 30,8 | 100  | 1,5 | 1,0 | 0,8 | 0,0 | 5,5  |
| 2015-2016 | Denver Nuggets     | 8   | 0  | 10,3 | 38,1 | 23,5 | 87,5 | 0,8 | 0,4 | 0,3 | 0,0 | 3,4  |
| 2015-2016 | Brooklyn Nets      | 23  | 0  | 23,2 | 46,2 | 36,1 | 89,8 | 2,2 | 1,1 | 0,4 | 0,1 | 13,8 |
| 2016-2017 | Brooklyn Nets      | 70  | 24 | 25,1 | 41,5 | 34,1 | 84,3 | 4,0 | 2,2 | 0,6 | 0,1 | 13,1 |
| 2017-2018 | Brooklyn Nets      | 16  | 0  | 11,4 | 28,7 | 25,6 | 94,7 | 2,2 | 0,9 | 0,1 | 0,1 | 4,9  |
| 2017-2018 | Milwaukee Bucks    | 23  | 0  | 8,9  | 37,8 | 28,3 | 94,7 | 1,1 | 0,7 | 0,2 | 0,0 | 4,0  |
| 2017-2018 | L.A. Clippers      | 4   | 0  | 9,5  | 38,9 | 42,9 | 100  | 0,5 | 0,8 | 0,0 | 0,0 | 4,8  |
| 2017-2018 | Chicago Bulls      | 9   | 1  | 23,8 | 43,9 | 39,6 | 81,3 | 2,8 | 1,4 | 0,7 | 0,3 | 15,4 |
| Carriera  | Carriera           | 157 | 25 | 19,6 | 41,3 | 33,5 | 86,2 | 2,7 | 1,5 | 0,5 | 0,1 | 10,3 |

### G League
| Anno      | Squadra        | PG | PT | MP   | TC%  | 3P%  | TL%  | RP  | AP  | PRP | SP  | PP   |
| --------- | -------------- | -- | -- | ---- | ---- | ---- | ---- | --- | --- | --- | --- | ---- |
| 2014-2015 | S.C. Warriors  | 22 | 10 | 24,4 | 38,3 | 27,4 | 89,2 | 3,3 | 1,9 | 0,8 | 0,0 | 11,7 |
| 2014-2015 | Delaware 87ers | 22 | 17 | 31,6 | 47,5 | 40,6 | 87,3 | 3,1 | 1,9 | 1,2 | 0,2 | 16,1 |
| 2015-2016 | Delaware 87ers | 28 | 26 | 38,4 | 47,2 | 42,6 | 77,8 | 3,9 | 2,1 | 1,1 | 0,1 | 26,4 |
| Carriera  | Carriera       | 72 | 53 | 32,0 | 45,2 | 38,2 | 83,9 | 3,5 | 2,0 | 1,0 | 0,1 | 18,8 |

### Eurolega
| Anno      | Squadra       | PG | PT | MP   | TC%  | 3P%  | TL%  | RP  | AP  | PRP | SP  | PP  |
| --------- | ------------- | -- | -- | ---- | ---- | ---- | ---- | --- | --- | --- | --- | --- |
| 2018-2019 | Panathīnaïkos | 15 | 14 | 21,2 | 43,2 | 33,3 | 93,3 | 1,7 | 1,1 | 0,9 | 0,1 | 9,2 |
| Carriera  | Carriera      | 15 | 14 | 21,2 | 43,2 | 33,3 | 93,3 | 1,7 | 1,1 | 0,9 | 0,1 | 9,2 |

### Eurocup
| Anno      | Squadra      | PG | PT | MP   | TC%  | 3P%  | TL%  | RP  | AP  | PRP | SP  | PP   |
| --------- | ------------ | -- | -- | ---- | ---- | ---- | ---- | --- | --- | --- | --- | ---- |
| 2019-2020 | Budućnost    | 2  | 2  | 29,0 | 52,4 | 55,6 | 75,0 | 2,5 | 3,5 | 1,0 | 0,0 | 16,5 |
| 2020-2021 | Gran Canaria | 10 | 4  | 19,1 | 42,2 | 20,8 | 94,7 | 1,8 | 1,6 | 0,6 | 0,0 | 7,7  |
| Carriera  | Carriera     | 12 | 6  | 20,8 | 44,7 | 30,3 | 88,9 | 1,9 | 1,9 | 0,7 | 0,0 | 9,2  |

## Palmarès

### Squadra
- Campionato greco: 1

Panathinaikos: 2018-19
- Coppa di Grecia: 1

Panathinaikos: 2018-19
- Coppa del Montenegro: 1

Budućnost: 2020

### Individuale
- NCAA AP All-America First Team (2014)
- All-NBDL Third Team (2016)